# Voigtländer Vito CLR
Voigtländer Vito CLR — малоформатный дальномерный фотоаппарат, выпускавшийся в 1963-68 годах западногерманским (изначально основанным в Австрии) производителем фотоаппаратов и объективов Voigtländer (Фойхтлендер).
Все фотоаппараты серии Vito C производились в стандартном и люксовом (Deluxe) исполнении. Разница между стандартным и люксовым исполнением косметическая: хромированое наименование, чёрный спусковой курок, кожаная отделка.
На ранних выпусках устанавливался объектив Lanthar 2,8/50. На поздних выпусках — объективы Color-Lanthar или Color-Skopar 2,8/50.
Камеры с закруглёнными краями производились по 1967 год, позднее корпус изготовлялся прямоугольным.

## Технические характеристики
- Тип фотоматериала — фотоплёнка типа 135 в стандартных кассетах. Размер кадра — 24×36 мм.
- Корпус — литой из алюминиевого сплава, с открывающейся задней стенкой.
- Затвор — Pronto-LK, центральный межлинзовый; диапазон выдержек: 1/15 — 1/500 с. и «B». Взвод затвора курковый, объединён с перемоткой кадра.
- Диафрагма — ирисовая пятилепестковая. Диапазон значений — от f/2,8 до f/22.
- Видоискатель — оптический, со светящейся рамкой и параллаксными метками, совмещён с дальномером.
- Объектив — несъёмный просветлённый 2,8/50 Voigtländer Lanthar, Color-Lanthar или Color-Skopar.
- Фокусировка — с помощью встроенного дальномера или по шкале расстояний. Диапазон фокусировки от 1 м (3,5 фута) до бесконечности.
- Установка экспозиции — ручная (по шкалам выдержки и диафрагмы) или полуавтоматическая при помощи встроенного сопряжённого экспонометра с селеновым фотоэлементом. При установленной выдержке вращением кольца установки диафрагмы красная стрелка экспонометра совмещается со стрелкой гальванометра.
- Шкала светочувствительности фотоплёнки нанесена на кольцо установки выдержки. Диапазон 10 — 800 ASA (11 — 30°DIN).
- Синхронизация фотовспышки — кабельный разъём, «X» на любой выдержке, «М» на 1/30 с.
- Автоспуск — механический. Взводится рычажком расположенным снизу объектива, запускается спусковым курком.
- Счётчик кадров обратного типа, окошко на нижней крышке корпуса, ручной сброс.
- Резьба штативного гнезда — 1/4 дюйма.
- Футляр кожаный, верхняя крышка и объективная часть футляра пластмассовые.

## Внешний вид фотоаппарата
- Вид спереди
- Верхняя панель
- Задняя стенка открыта
- Нижняя панель